# Sioux Falls Skyforce
O Sioux Falls Skyforce é um time norte-americano de basquete profissional sediado em Sioux Falls, Dakota do Sul que disputa a G-League.
Fundado em 1989 na Continental Basketball Association, onde foi bicampeão em 1996 e 2005, se uniu à D-League em 2006. Atualmente o time é afiliado do Miami Heat da NBA. O Sioux Falls Skyforce é o time de basquete de liga menor mais antigo dos Estados Unidos.

## História
O nome da equipe foi escolhido a partir de um concurso para nomear a equipe em 1989. Os nomes "Sky" e "Force" foram combinados para criar o "Skyforce".
Em 2006, a Skyforce juntou-se à D-League. Em suas duas primeiras temporadas na D-League, eles foram candidatos aos playoffs. Em 2009, eles sofreram uma derrota por 2-1 na primeira rodada para o Tulsa 66ers. Em 2014, eles se saíram um pouco melhor, varrendo o Canton Charge na primeira rodada antes de serem varridos pelo eventual campeão Fort Wayne Mad Ants nas semifinais. Em 2016, o Skyforce venceu seu primeiro título da D-League, derrotando o Los Angeles D-Fenders por 2-1. O Skyforce também terminou a temporada de 2016 com um recorde de 40-10, o recorde de temporada regular mais vitorioso na história da D-League.
Em 10 de junho de 2013, o Miami Heat anunciou que havia firmado uma parceria de afiliação com o Skyforce, começando na temporada de 2013-14. O esquema de cores vermelho/amarelo do Miami Heat foi adotado nas camisas e logotipo do Skyforce após este anúncio. Em 1º de junho de 2017, o Heat comprou uma participação majoritária na Skyforce com a família Heineman mantendo sua participação minoritária. O antigo grupo de proprietários de Bob Correa, Greg Heineman, Roger Larsen e Tom Walsh comprou a Skyforce da Kemper Lesnik Organization em maio de 1993.

## Temporadas
| Temporada            | Liga              | Conferência             | Divisão                 | Posição                 | Vitórias                | Derrotas                | Pct.                    | Resultado dos Playoffs |
| -------------------- | ----------------- | ----------------------- | ----------------------- | ----------------------- | ----------------------- | ----------------------- | ----------------------- | --- |
| Sioux Falls Skyforce |                   |                         |                         |                         |                         |                         |                         | |
| 1989–90              | CBA               | Nacional                | Centro-Oeste            | 3º                      | 20                      | 36                      | .357                    | |
| 1990–91              | CBA               | Americana               | Centro-Oeste            | 3º                      | 26                      | 30                      | .464                    | |
| 1991–92              | CBA               | Nacional                | Norte                   | 4º                      | 24                      | 32                      | .429                    | |
| 1992–93              | CBA               | Nacional                | Centro-Oeste            | 3º                      | 26                      | 30                      | .464                    | |
| 1993–94              | CBA               | Nacional                | Centro-Oeste            | 3º                      | 24                      | 32                      | .429                    | |
| 1994–95              | CBA               | Nacional                | Ocidental               | 2º                      | 34                      | 22                      | .607                    | Perdeu na primeira rodada (Omaha) 2-1                                                                                            |
| 1995–96              | CBA               | Nacional                | Norte                   | 1º                      | 32                      | 24                      | .571                    | Venceu na primeira rodada (Oklahoma City) 3-1 Venceu o título da Conferência Norte (Florida) 3-2 Campeão da CBA (Fort Wayne) 3-2 |
| 1996–97              | CBA               | Nacional                |                         | 1º                      | 47                      | 9                       | .839                    | Perdeu na primeira rodada (Omaha) 3-2                                                                                            |
| 1997–98              | CBA               | Nacional                |                         | 2º                      | 31                      | 25                      | .554                    | Venceu na semifinal (Yakima) 3-2 Venceu o título da Conferência Norte (Fort Wayne) 3-0 Perdeu na final (Quad City) 4-3           |
| 1998–99              | CBA               | Nacional                |                         | 1º                      | 32                      | 24                      | .571                    | Venceu na primeira rodada (Idaho) 3-2 Venceu o título da Conferência Norte (Quad City) 3-2 Perdeu na final (Connecticut) 4-1     |
| 1999–00              | CBA               | Nacional                |                         | 3º                      | 30                      | 26                      | .536                    | Venceu na primeira rodada (Connecticut) 109-90 Perdeu na semifinal (La Crosse) 99-90                                             |
| 2000–01*             | CBA               | Nacional                |                         | 5º                      | 8                       | 15                      | .348                    | |
| 2000–01              | IBL               | Ocidental               |                         | 3º                      | 16                      | 14                      | .533                    | Perdeu na primeira rodada (Rockford) 111-91                                                                                      |
| 2001–02              | CBA               | Americana               |                         | 2º                      | 33                      | 23                      | .589                    | Perdeu na semifinal (Rockford) 3-1                                                                                               |
| 2002–03              | CBA               | Nacional                |                         | 4º                      | 17                      | 31                      | .354                    | |
| 2003–04              | CBA               |                         |                         | 5º                      | 23                      | 25                      | .479                    | |
| 2004–05              | CBA               | Ocidental               |                         | 2º                      | 31                      | 17                      | .646                    | Venceu na semifinal (Dakota) 3-2 Campeão da CBA (Rockford) 3-1                                                                   |
| 2005–06              | CBA               | Ocidental               |                         | 2º                      | 30                      | 18                      | .625                    | Perdeu na rodada do Robin Tournament (2-0)                                                                                       |
| 2006–07              | D-League          |                         | Eastern                 | 2º                      | 30                      | 20                      | .600                    | Vendeu na semifinal da divisão (Fort Worth) 128-105 Perdeu na final da divisão (Dakota) 115-113                                  |
| 2007–08              | D-League          |                         | Central                 | 2º                      | 28                      | 22                      | .560                    | Venceu na primeira rodada (Dakota) 101-89 Perdeu na semifinal (Austin) 99-93                                                     |
| 2008–09              | D-League          |                         | Central                 | 4º                      | 25                      | 25                      | .500                    | |
| 2009–10              | D-League          | Eastern                 |                         | 2º                      | 32                      | 18                      | .640                    | Perdeu na primeira rodada (Tulsa) 2-1                                                                                            |
| 2010–11              | D-League          | Eastern                 |                         | 7º                      | 10                      | 40                      | .200                    | |
| 2011–12              | D-League          | Eastern                 |                         | 7º                      | 15                      | 35                      | .292                    | |
| 2012–13              | D-League          |                         | Central                 | 4º                      | 25                      | 25                      | .500                    | |
| 2013–14              | D-League          |                         | Central                 | 2º                      | 31                      | 19                      | .620                    | Venceu na primeira rodada (Canton) 2-1 Perdeu na semifinal (Fort Wayne) 2-0                                                      |
| 2014–15              | D-League          | Eastern                 | Central                 | 1º                      | 29                      | 21                      | .580                    | Perdeu na primeira rodada (Canton) 2-1                                                                                           |
| 2015–16              | D-League          | Eastern                 | Central                 | 1º                      | 40                      | 10                      | .800                    | Venceu na primeira rodada (Westchester) (2-0) Venceu na segunda rodada (Canton) (2-0) Campeão da D-League (Los Angeles) (2-1)    |
| 2016–17              | D-League          | Western                 | Southwest               | 3º                      | 29                      | 21                      | .580                    | |
| 2017–18              | G League          | Western                 | Midwest                 | 2º                      | 25                      | 25                      | .500                    | |
| 2018–19              | G League          | Western                 | Midwest                 | 3º                      | 24                      | 26                      | .480                    | |
| 2019–20              | G League          | Western                 | Midwest                 | 2º                      | 22                      | 20                      | .524                    | Temporada cancelada pela pandemia de COVID-19                                                                                    |
| 2020–21              | G League          | Desativado da temporada | Desativado da temporada | Desativado da temporada | Desativado da temporada | Desativado da temporada | Desativado da temporada | Desativado da temporada |
| 2021–22              | G League          | Western                 | –                       | 12º                     | 14                      | 21                      | .400                    | |
| Temporada regular    | Temporada regular | Temporada regular       | Temporada regular       | Temporada regular       | 863                     | 781                     | .539                    | 1989–Presente |
| Playoffs             | Playoffs          | Playoffs                | Playoffs                | Playoffs                | 48                      | 43                      | .527                    | 1989–Presente |

## Treinadores
| #  | Treinadores   | Temporadas    | Temporada regular | Temporada regular | Temporada regular | Temporada regular | Playoffs | Playoffs | Playoffs | Playoffs | Conquistas                                     |
| #  | Treinadores   | Temporadas    | G                 | W                 | L                 | Win%              | G        | W        | L        | Win%     | Conquistas                                     |
| -- | ------------- | ------------- | ----------------- | ----------------- | ----------------- | ----------------- | -------- | -------- | -------- | -------- | ---------------------------------------------- |
| 1  | Nate Tibbetts | 2007–2009     | 100               | 53                | 47                | .530              | 2        | 1        | 1        | .500     |                                                |
| 2  | Tony Fritz    | 2009–2010     | 50                | 32                | 18                | .640              | 3        | 1        | 2        | .333     |                                                |
| 3  | Mo McHone     | 2010–2012     | 100               | 25                | 75                | .250              | —        | —        | —        | —        |                                                |
| 4  | Joel Abelson  | 2012–2013     | 50                | 25                | 25                | .500              | —        | —        | —        | —        |                                                |
| 5  | Pat Delany    | 2013–2014     | 50                | 31                | 19                | .620              | 5        | 2        | 3        | .400     |                                                |
| 6  | Phil Weber    | 2014–2015     | 50                | 29                | 21                | .580              | 3        | 1        | 2        | .333     |                                                |
| 7  | Dan Craig     | 2015–2016     | 50                | 40                | 10                | .800              | 7        | 6        | 1        | .857     | Treinador do Ano e Campeão da D-League em 2016 |
| 8  | Nevada Smith  | 2016–2019     | 150               | 78                | 72                | .520              | —        | —        | —        | —        |                                                |
| 9  | Eric Glass    | 2019–2020     | 42                | 22                | 20                | .524              | —        | —        | —        | —        |                                                |
| 10 | Kasib Powell  | 2021–Presente | 35                | 14                | 21                | .400              | —        | —        | —        | —        |                                                |